# 대한민국의 의료

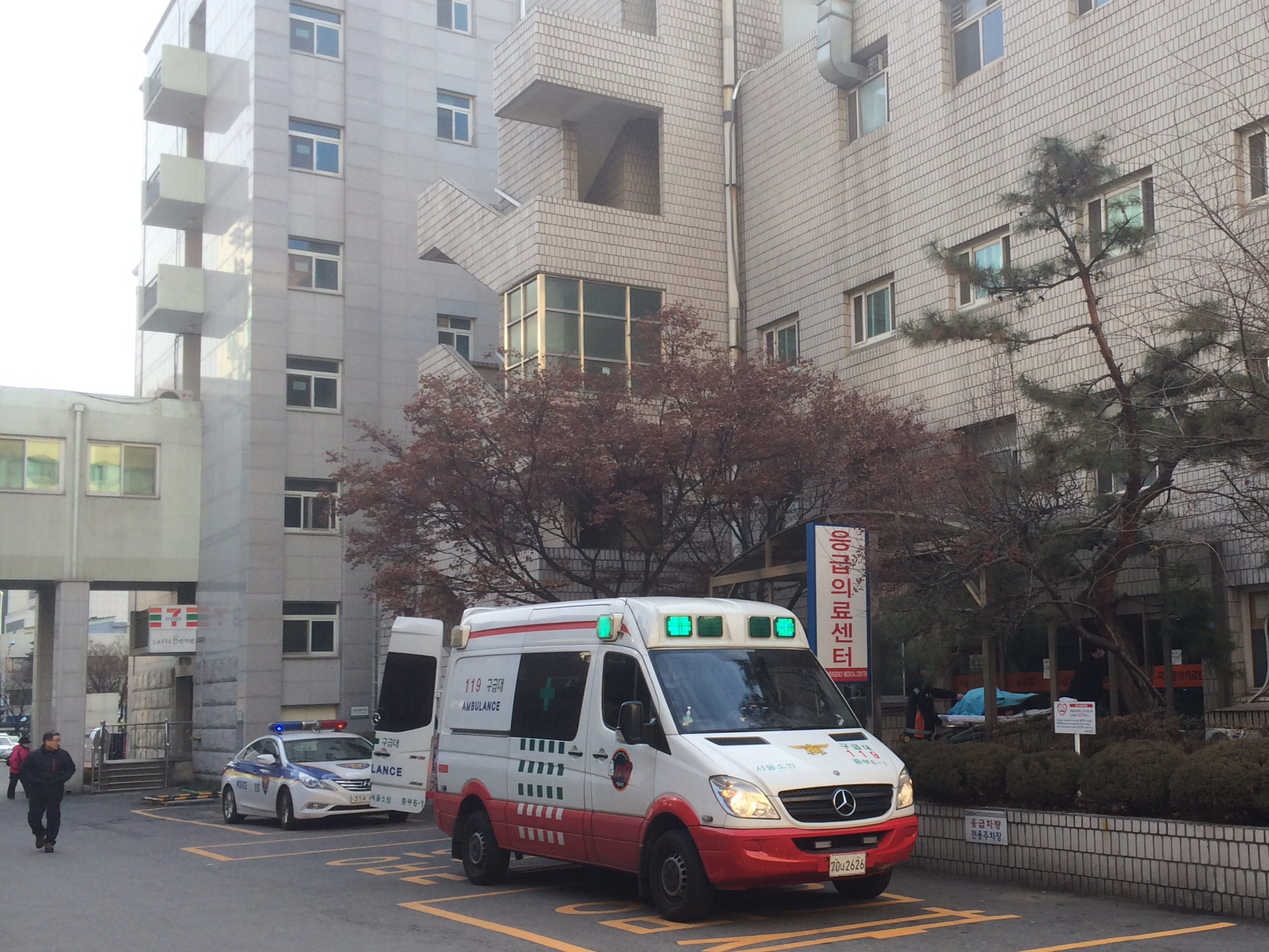
서울 국립 의료원 앞 구급차

한국인은 의료의 상당 부분이 민간 자금으로 지원되지만 보편적인 의료 안전망에 접근 할 수 있다. 2015년 한국은 의료 접근성 부문에서 OECD 1 위를 차지했다. 보건 의료 만족도는 지속적으로 세계 최고 수준을 유지하고 있다. 또한 한국은 블룸버그에서 두 번째로 효율적인 보건 시스템으로 평가되었다.

## 역사

### 1945년~1960년대
한국의 보건의료체계와 정책은 1945년을 기점으로 시작되었다. 현재의 보건복지부는 1948년 11월에 '사회부'로 설립되었다. 그 이후에 1951년에는 국민에게 공공보건의료서비스를 제공할 법적 근거가 마련되었다. 이 시기의 중요한 사업으로는 <한국 나병관리사업>과 <의료보험법(안)>이 있다. 나병관리사업은 「전염병예방법」에 근거하여 추진되었으며, 의료보험법은 1963년에 제정되었지만 실제 법적 내용은 1976년에 개정되어 의료보험을 강제로 시행하는 법이 마련되었다. 이 시기의 보건정책은 경제개발을 극대화하기 위한 보조정책의 역할을 하였다. 특히, 중점적으로 시행된 정책은 인구 및 가족계획 정책이었다. 이 시기의 보건정책은 경제개발을 극대화하기 위한 보조정책의 역할을 하였다. 특히, 중점적으로 시행된 정책은 인구 및 가족계획 정책이었다.
1953년 한국전쟁이 끝난 후 한국에는 의료 인프라와 의료 시스템이 필요했다. 한국이 회복할 수 있도록 미네소타대학과 서울대학교는 1955년부터 1961년까지 미네소타 프로젝트를 시작했다. 이 프로젝트는 한국의 의료 전문가에게 의료 방법론을 익히고 새로운 의료 전문가를 양성하는 것이었다. 또한 적절한 위생에 대한 대중의 지식을 높이고 병원을 조직했다. 프로젝트는 성공했고, 이 덕분에 미네소타 프로젝트는 한국의 의료 산업을 오늘날의 상태로 끌어 올린 것으로 인정 받았다.
1963년 12월, 한국은 최초의 건강 보험법 인 의료 보험법을 시행했다. 이를 통해 회사는 직원에게 자발적인 건강 보험을 제공 할 수 있었다.

### 1970~1980년대
1977년에 건강 보험을 의무화하도록 법이 개정되었다. 박정희 대통령 때에는 500 명 이상의 기업에 직원 의료 보험을 의무화했고 저소득층을 위한 의료 서비스를 제공하는 의료 지원 프로그램을 도입했다. 이후 1979년 공무원에게 보험이 제공되고 1981년에 자영업자에게 보험을 제공했다. 1985년에는 의협이 일제시대부터 존재하던 지역의사제도인 한지의사의 폐지를 정부에 건의하여 1986년 한지의사제가 폐지되었다. 건강 보험의 적용 범위는 계속 확대되었으며 1989년에는 12년 만에 국민 건강 보험이 적용되었다. NHI는 전국으로 확장되어 모든 시민에게 보편적인 의료 서비스를 제공했다.

### 1990~2000년대
1990~2000년대 보건의료 분야의 큰 이슈로 의약분업의 실시 및 이로 인한 건강보험 재정의 파탄이 있다. 실시과정에서 정부와의 이견 조율의 실패, 의약계의 격렬한 반대 등으로 많은 문제가 발생하였으나, 2000년 7월 의약분업은 전면 시행하게 되었다. 의약분업 이외 이슈로 2001년 발생한 건강보험 재정파탄을 들 수 있다. 의약분업은 건강보험 재정파탄의 큰 이유로 주목받는다. 의약분업의 실시로 인해 급격하게 급여비 지출이 건강보험료 수입에 비해 증가되었다.
2000년 국민 건강 보험 공단 (NHIS; 국민 건강 보험)은 모든 건강 보험을 하나의 국민 건강 보험사로 통합하기 위해 설립되었다. 2006년에는 한국 전체 인구의 약 96.3 %가 국민 건강 보험에 들었다. (직원 57.7%, 자영업자 38.6%), 나머지 3.7 %는 의료 지원)

## 비교
한국 의료의 질은 세계 최고로 꼽힌다. OECD에서 가장 높은 72.8 %의 대장 암 생존율을 자랑한다. 다른 나라의 대장 암 생존율은 덴마크는 55.5%, 영국은 54.5 %이다. 출혈성 뇌졸중 은 100건당 30 건의 병원 내 사망률로 OECD에서 세 번째로 낮은 사망자 수인 13.7 명을 기록하고있다. 이와 같은 기록으로 미국은 22.3 명, 프랑스는 24명이며, 이는 사망자의 절반에 가까운 수치이다. 또한 뇌졸중에서는 3,4명으로 두번째 순위를 기록하고 있으며, 호주 9.4 명 또는 캐나다 9.7 명 사망의 거의 1/3에 해당한다. 한국의 병원은 OECD에서 1 인당 MRI 단위에서 4 위, 1인당 CT 스캐너에서 6위를 차지했다. 또한 OECD에서 두 번째로 많은 병상 수인 9.56 개로 스웨덴의 2.71 개, 캐나다의 2.75 개, 영국의 2.95 개, 미국의 3.05 개로 3배가 넘었다.

## 의료정책의 거버넌스
대한민국의 의료정책의 거버넌스는 투명성, 반응성, 경제성, 선택성, 양질성, 책임성의 측면에서 취약하다고 볼 수 있다. 특히 주요 행위자들 간의 갈등이 심화되어 신뢰구조를 형성하지 못하게 한 정부의 부족한 조정능력은 의료정책의 효율성 측면에서 매우 취약하다고 볼 수 있다. 정부는 조정을 시도하는 과정에서, 의사들의 부도덕성을 부각시켜 의사의 반발을 억제하고 강압적 정책 추진을 하는 동시에 저수가 체제를 유지하려 한다는 의구심을 일으켰으며, 의사의 도덕성에 치명적인 상처를 줌으로서 이해 당사자들의 관계를 갈등적으로 만들었다. 협력적 관계를 구축하지 않은 정부의 태도, 일관성 없는 의료수가체제는 합리성이 부족하여 의료계의 많은 비난을 받았다. 또한 현장 경험을 통한 전문적 견해를 충분히 고려하여 정책이 수립되지 못하고, 정부의 일방향적인 주도에 의해 정책이 진행되었다.
언론은 갈등적 관계가 심화되는데 역할을 하였다. 양정혜(2001)에 의하면, 정부에 대한 언론의 비판의 강도는 표면적인 수준에 머무르고 있어서 정부의 의료정책의 신뢰성에 근본적인 의문을 제기하는 것과는 거리가 먼 반면, 의료계의 주장은 정부에 의해 형성되고 방조된 의료계의 구조적 문제점을 지적하는 것으로 상당한 타당성을 가지고 있지만, 언론은 '범죄자'나 '살인자'로 비난하면서, 언론은 논쟁의 장을 제공하기보다 기존 권력집단의 옹호자 역할을 수행하는 경향을 나타낸다. 박경숙(2002)은 특히 의료계의 집단적 저항을 보도할 때 정부의 권위주의적인 정책 시행을 무비판적으로 여과없이 보도하였다는 점을 지적하였다. 한국 언론은 피상적이고 갈등 중심의 보도, 정부에 따라 보도의 잣대가 바뀌는 정파성을 특징으로 하여, 공론의 장을 제공하지 못했다는 지적이 있다.

## 건강 보험 시스템

### 보험의 통합
건강 보험은 1977년 국민 건강 보험법으로 도입되어 대기업의 산업 근로자에게 건강 보험을 제공했다. 이 프로그램은 1979년에 공무원 및 사립 교사와 같은 다른 근로자를 포함하도록 확장되었다. 또한 이후 일반 대중에게 점진적으로 확대되었으며, 마침내 1989년에 보편적인 서비스를 달성했다. 보편적인 의료 서비스가 되었음에도 불구하고 의료보험은 사람들을 인구 통계에 따라 다른 범주로 그룹화함에 따라 사회 내에서 더 많은 형평성 문제를 초래했다. 지리적 위치 및 고용 유형과 같은 특성이 그 요인이었다. 이렇게 서로 다른 집단은 궁극적으로 각 의료 제공자로부터 서로 다른 보장을 받았다.
의료 시스템은 처음에는 비영리 보험 협회에 의존하여 건강 보험을 보장하고 관리하고 제공했다. 프로그램이 1977년에서 1989년까지 확장됨에 따라 정부는 건강 보험 시스템에 대한 정부 개입을 최소화하기 위해 다른 보험 협회가 다른 부분에 대한 보장을 제공하도록 허용하기로 결정했다. 이로 인해 결국 매우 비효율적인 시스템이 생성되어 350개 이상의 서로 다른 건강 보험 협회가 탄생했다. 이후, 2000년 주요 의료 금융 개혁으로 모든 의료 단체가 국민 건강 보험 공단 (NHIS)으로 통합되었다. 따라서 이 새로운 건강 보험 공단은 단일 지불자 의료 서비스가 되었다.

### 보험의 자금
보험 시스템은 기부금, 정부 보조금, 담배 할증료로 자금이 지원되며 국민 건강 보험 공단이 주요 감독 기관이다. 취업 기여자는 급여의 5.08% (고용주가 지급)를 지불해야하며 자영업 기여금은 개인의 소득과 재산을 기준으로 계산된다. 정부는 총 자금의 14 %를 제공하고 담배 할증료는 자금의 6 %를 차지한다. 이러한 비율로 건강 보험의 총 지출 국내 총생산 (GDP)은 2014년 7.1%, 2000년 4.0 %증가했다. 2014년 1인당 총 의료비는 2,531달러로 전 세계 평균 1,058 달러에 비해 1인당 건강에 대한 정부 지출은 1368 달러였다.
NHIS 조사에 따르면 인구의 77%가 민간 보험에 가입되어 있다. 이는 국가 건강 계획이 각 의료비의 최대 60%를 부담한다는 사실 때문이다.

### 건강보험의 가입자
국민건강보험법은 모든 국민을 건강보험 가입자로 강제하고 모든 의료기관을 요양기관으로 지정하여 운영체계를 완성하고 있다. 이에 대해 과잉금지원칙에 위배된다는 주장과 행복추구권, 재산권을 침해한다는 주장이 제기되었다. 이에 대한 헌법재판소는, 사회보험을 선택한 의미를 확인하면서 '보험의 원칙'과 '사회연대의 원칙'을 사회보장 정책의 핵심 요소로 인식하였다. 특히 사회연대 원칙은 사회보장 정책의 기본 원칙이며 보험료 산정의 핵심 가치로 인정되며, 소득재분배 효과를 실현시킬 수 있는 수단이라고 인정되었다. 따라서 법률로 국민을 가입자로 강제함으로써 개인 소득에 따라 보험료를 산정하고 보험료와 관계없이 발생한 건강 위험을 동일하게 보호하는 것은 소득재분배 효과를 얻을 수 있는 수단이며, 국가가 사회보험을 운영하면서 국민에게 건강보험 가입을 강제하는 것은 목적의 정당성이 인정되며, 또한 그 수단의 적합성도 인정된다고 판단하였다.

### 대한민국의 의료수가 정책
대한민국은 전체 의료공급의 93%를 민간의료기관이 맡는다. 국민건강보험법 제42조에 의거하여, 모든 민간의료기관은 건강보험 환자를 당연히 진료해야 하는 기관으로 지정되어 있다. 즉, 공보험 제도를 취하면서, 그 운영은 민간의료기관에 강제로 맡겨지고 있는 체계(요양기관 당연지정제)이다. 그러나 의료수가를 결정하는 건강보험정책심의위원회의 공익대표의 구성이 실제로 정부와 유관기관에서 추천하는 인물로 구성될 뿐만 아니라 학계나 전문가도 정부의 추천으로 이뤄지고 있다는 점에서 공정성의 문제가 제기되었다. 또한 대한민국의 건강보험은 건강보험정책심의위원회의 저수가 정책으로 이어져 왔다. 건강보험 공단의 연구 용역으로 연세대학교 산학협력단의‘국민건강보험 일산병원 원가계산시스템 적정성 검토 및 활용도 제고를 위한 방안 연구’에서는, 전체 의료기관에 대한 원가 보전율은 69.6%, 요양기관 종별 추정 원가보전율은 상급종합병원, 종합병원, 병원, 의원에서 각각 84.2%, 75.2%, 66.6%, 62.2%이었다. 적용 원가보전율은 검사료, 영상진단 및 방사선치료, 이학요법료, 정신요법료 등은 원가 이상이었으나, 진찰료와 입원료는 원가의 절반 수준인 50.5%와 46.4%에 불과 하였고, 전체 평균 역시 원가에 훨씬 못 미치는 78.4%로 나타났다.
대한민국의 저수가 정책은 의료기관 경영을 매우 어렵게 만들고, 진료행태가 왜곡되고 의료인의 배출 및 분포에도 악영향을 미치고 있으며, 수가구조와 개정 과정의 합리성이 미흡하여 수가조정이 체계적이지 못하며 관련 전문단체의 참여가 어렵다는 지적이 있다. 정부실패는 의료 종사자들의 반대를 촉발했고 파업과 공개 토론으로 이어졌다. 의료종사자들에게 충분한 의료 수가와 근로조건을 주지 않는 의료정책은 특정 분야 전문의들의 부족현상을 초래했다. 대한민국의 의료산업은 전 국민 건강보험가입에 기반을 둔 보장성 위주의 정책을 통해 발전해왔다.  다른 나라의 벤치마크 대상이 될 정도로 좋은 성과를 보였으나, 낮은 의료수가로 인하여 의료기관의 수익성 악화로 인해 의료기관간의 출혈경쟁, 과다진료 등의 특징도 있다. 건강보험 재정 부담을 국민과 정부가 분담하기 위해 법으로 정한 국고 지원 기준은 지켜지지 않는다.

## 지방의료원
대한민국의 의료 시스템은 도시와 농촌 간의 건강 격차, 잘 정립된 1차 의료 시스템의 부족, 만성 질환의 더 큰 부담을 가져올 가능성이 높은 인구 고령화, 병원의 과밀 및 긴 대기 시간을 포함하여 여러 가지 문제에 직면해 있다. 정부는 도농 간 건강 격차를 제대로 해소하지 못했다. 시골 거주자는 도시 거주자보다 노쇠와 노화 관련 건강 문제에 대해 불균형적으로 더 큰 부담을 가지고 있다. 이는 농촌 지역의 민간 의료 시설에 대한 접근성 부족을 포함하여 여러 가지 요인 때문이다. 정부는 의료 격차를 해소하기 위해 의사들에게 적절한 근무 조건을 제공하지 못했다.
지방의료원은 비급여 진료의 비중이 작고, 저수익의 필수의료 및 취약계층에 대한 진료 비중이 높기 때문에, 그리고 적정 규모와 인력, 시설, 장비 등을 갖추지 못하였기 때문에, 수입보다 비용이 더 많이 발생한다.

## 병원

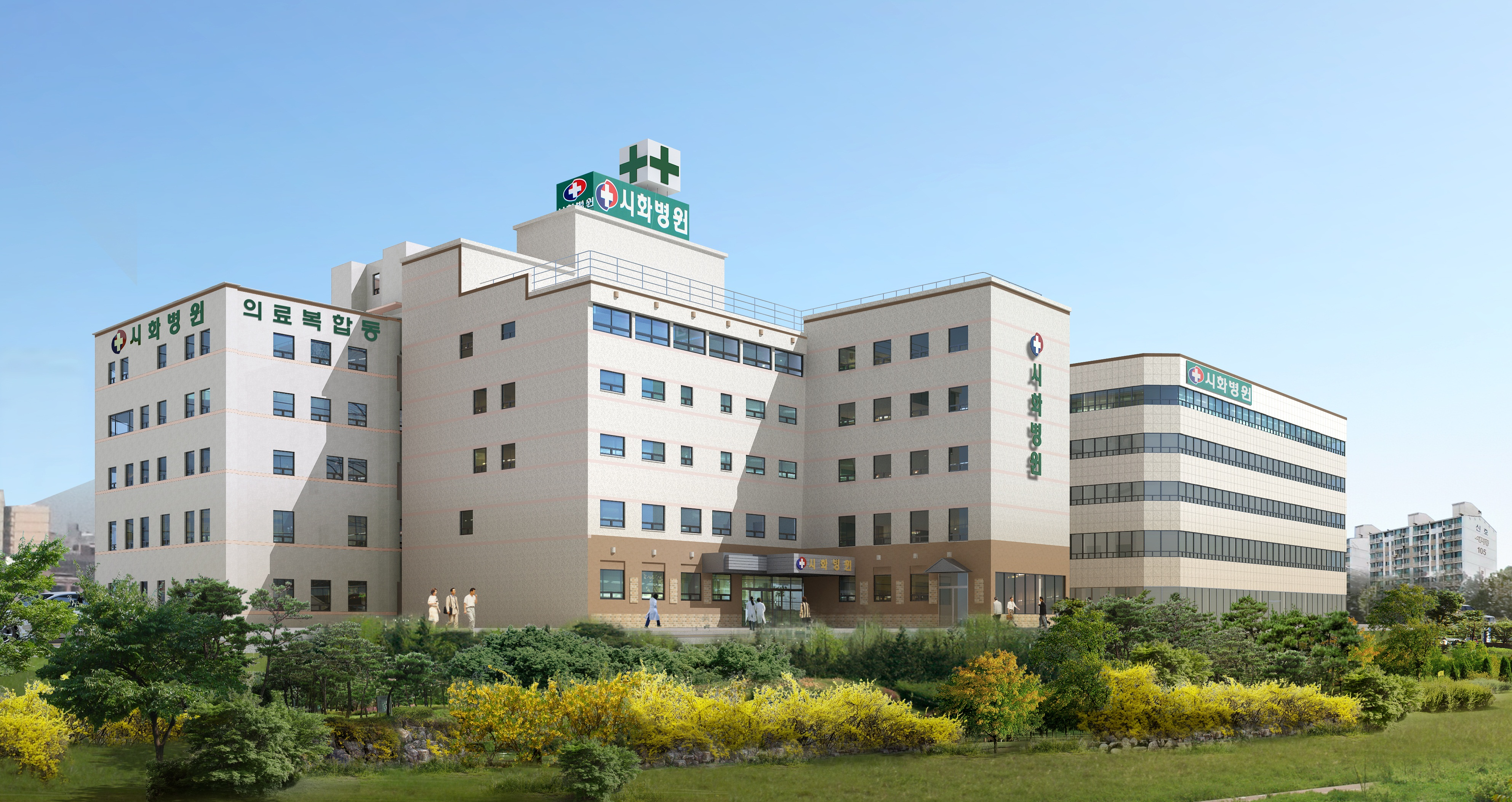
경기도 시화 병원

인구 1000명당 병상 수는 10개로 OECD 국가 평균 5개보다 훨씬 많다. Mark Britnell에 따르면 병원이 의료 시스템을 지배하고 있다. 병원의 94% (병상의 88%)가 개인 소유이고 43개의 대형 병원 중 30개는 사립 대학에서 운영하고 10 개 이상의 공립 대학이 운영한다. 지불은 서비스 당 요금으로 이루어지고 병원에 대한 직접적인 정부 보조금은 없다. 이것은 병원이 지역 사회 서비스를 확장하고 억제하도록 장려한다.

## 같이 보기
- 대한민국의 보건
- 대한민국의 정신질환
- 대한민국의 자살
- 대한민국의 고령화
- 대한민국의 병원 목록
- 대한민국의 국제 순위
- 중국의 보건의료
- 미국의 의료
- 일본의 보건의료
- 인도의 보건의료